# Pseudoliparis
Pseudoliparis é um gênero de peixe-caracol nativo de águas muito profundas no noroeste do Oceano Pacífico .

## Espécies
Existem atualmente três espécies reconhecidas neste gênero:
- Pseudoliparis amblystomopsis ( Andriashev, 1955)
- Pseudoliparis belyaevi Andriashev & Pitruk, 1993
- Pseudoliparis swirei Gerringer & Linley, 2017

## Habitat
Pseudoliparis são nativos da zona hadal do oceano. Eles foram observados nadando em profundidades extremas de 8,000 m (26,000 ft), em fossas oceânicas muito profundas do Oceano Pacífico, incluindo a Fossa Izu-Ogasawara e a Fossa das Marianas . Em abril de 2023, um tipo de peixe da família Liparidae e do gênero Pseudoliparis - foi filmada nadando a 8.336 metros de profundidade.